# Östlicher Großer Fuchs

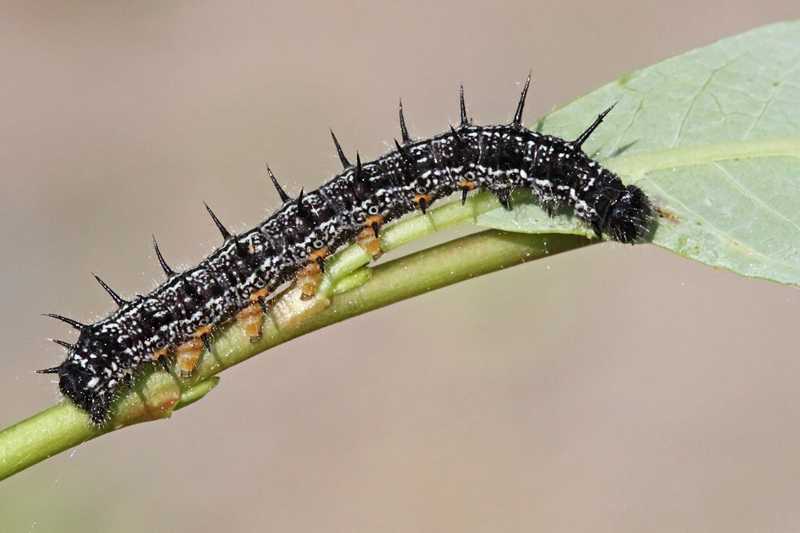
Raupe

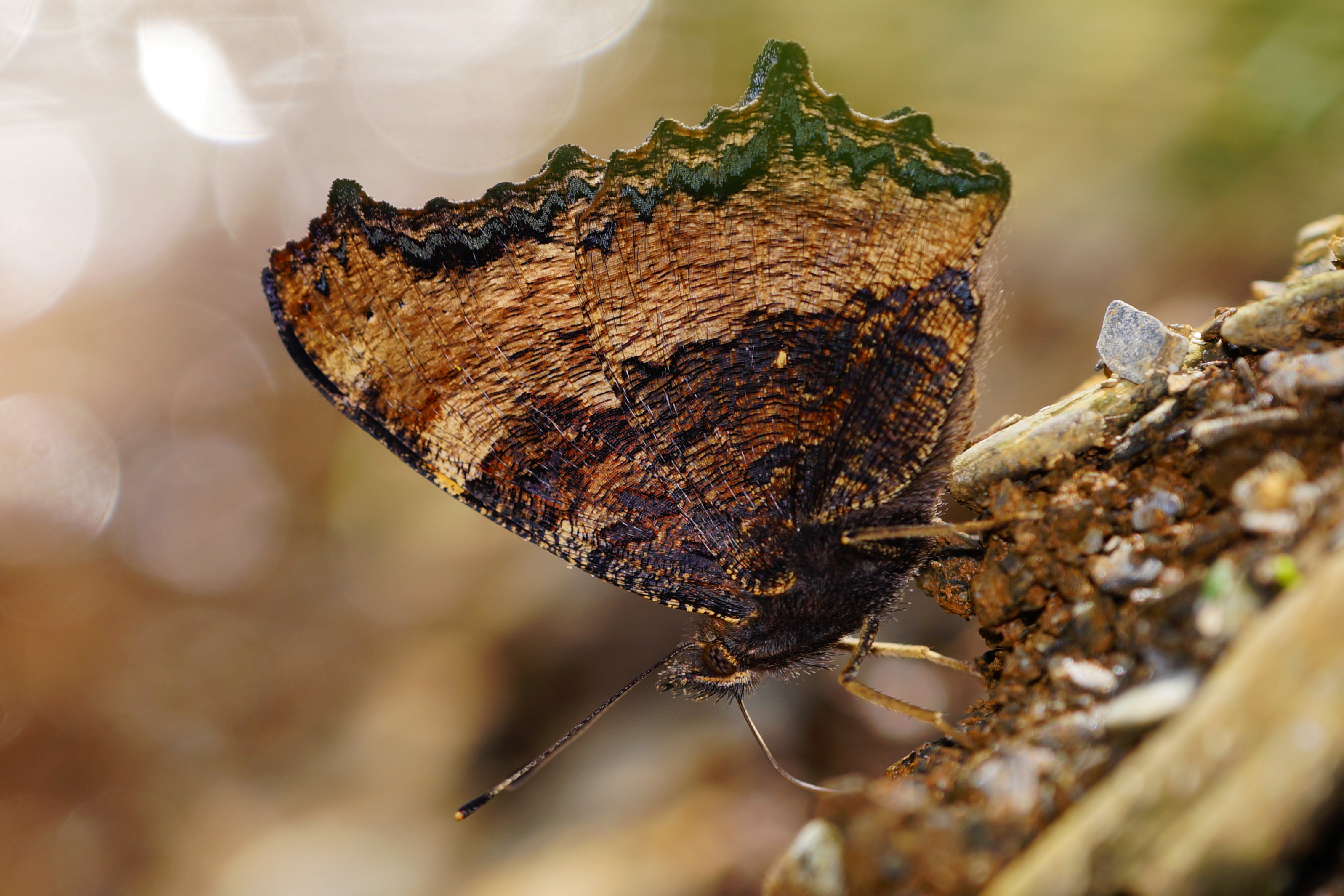
Unterseite von Nymphalis xanthomelas formosana

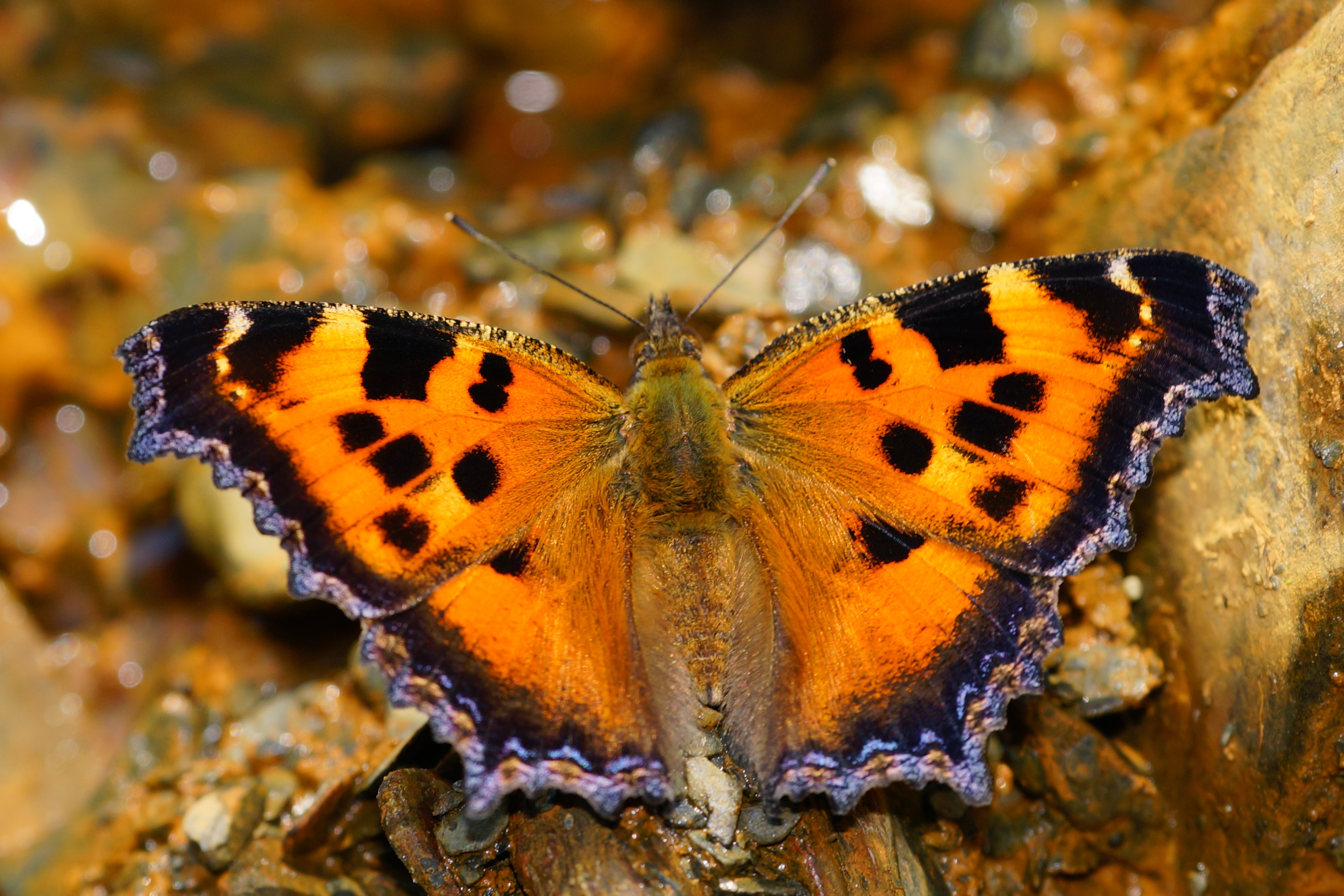
Nymphalis xanthomelas formosana

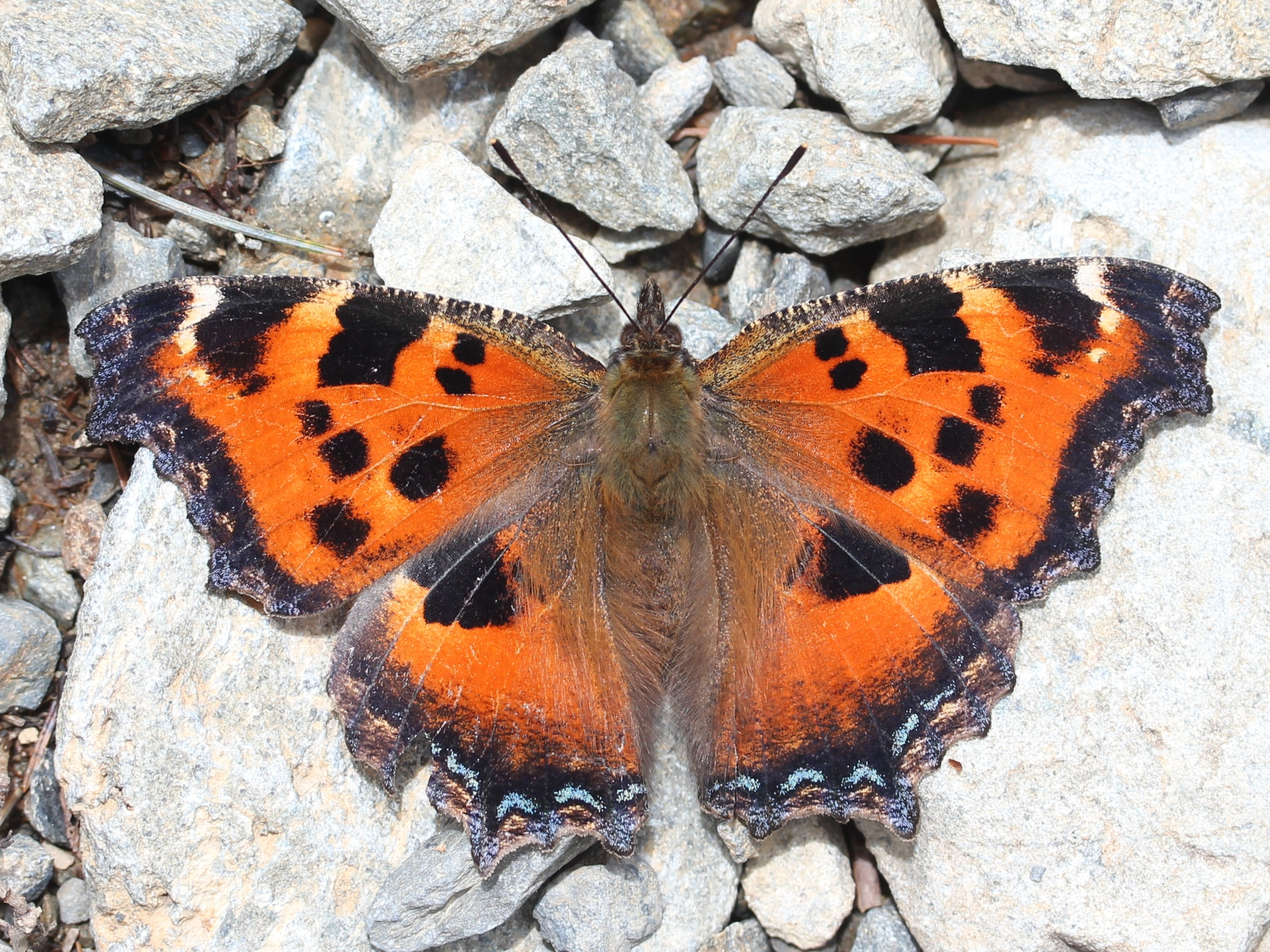
Nymphalis xanthomelas japonica

Der Östliche Große Fuchs (Nymphalis xanthomelas), auch als Großer Feuerfuchs, Bachweiden-Auen-Prachtfalter oder Bastard-Fuchs bezeichnet, ist ein Schmetterling (Tagfalter) aus der Familie der Edelfalter (Nymphalidae).

## Beschreibung
Die Falter erreichen eine Flügelspannweite von 50 bis 56 Millimetern. Sie haben eine orangebraune bis rotbraune Grundfärbung. Auf den Vorderflügeln befinden sich mehrere unterschiedlich große schwarze Flecke. Nahe dem Apex hebt sich ein weißlicher Fleck ab. Der Außenrand ist dunkel mit einer feinen, weißlichen, eingelagerten Linie und stark gezackt. Die Unterflügel zeigen einen großen schwarzen Fleck in der Mitte des Vorderrandes, haben einen dunklen Außenrand mit einigen eingelagerten bläulichen Zeichnungselementen und sind ebenfalls stark gezackt. Die Raupen sind von schwarzgrauer Grundfarbe, stachelig und haben zahlreiche kleine, gelbe Flecken sowie tiefschwarze Seitenstreifen. Die Puppe ist hellgrau bis hellbraun, graublau bereift und zeigt keine metallenen Flecke.

## Ähnliche Arten
Die Falter ähneln dem Großen Fuchs (Nymphalis polychloros) sehr stark, unterscheiden sich von diesem jedoch durch folgende Merkmale:
- Grundfärbung leuchtender orange- bis rotbraun
- Außenrand stärker gezackt
- Fleck am Apex deutlicher weiß
- Beine gelb gefärbt, bei polychloros sind diese schwarz

Nur geringe Ähnlichkeit besteht zum wesentlich kleineren und bunteren Kleinen Fuchs (Aglais urticae) sowie zu Nymphalis vaualbum, der auf beiden Seiten der Hinterflügel je einen markanten weißen Fleck aufweist.

## Verbreitung und Vorkommen
Wie der Name der Art schon andeutet, umfasst ihre Verbreitung von Osteuropa ausgehend durchgehend den gesamten mittel- und ostasiatischen Raum einschließlich der Himalaya-Region, Japan und Taiwan. Bis Mitte des zwanzigsten Jahrhunderts kam sie über mehrere Jahre als Falter und Raupe, teilweise in Anzahl, auch in Pommern, Thüringen, Brandenburg, Berlin und Bayern vor. Ältere Belege aus Baden-Württemberg werden von Günter Ebert und Erwin Rennwald als Fehlbestimmungen oder Verwechslungen bezweifelt. Sie ziehen das Fazit: „Diese östliche Art kommt in Baden-Württemberg nicht vor.“. Die Tiere sind hauptsächlich in weniger heißen Gebieten anzutreffen. Man findet sie in lichten Wäldern oder buschigem Gelände. In Österreich gibt es jüngere Nachweise aus Korneuburg und vom Kahlenberg, sehr alte Nachweise auch aus Oberösterreich (Kremsmünster, Mattighofen).
Die Population in Japan wird als eigene Unterart Nymphalis xanthomelas japonica (Stichel, 1908) von der Nominatunterart abgetrennt. Die Unterart Nymphalis xanthomelas fervescens (Stichel, 1908) kommt in Turkmenistan, Tadschikistan, Usbekistan, Kirgisistan, Kasachstan und im Himalaya vor. Diese Unterart steigt im indischen Teil des Himalaya bis auf 3600 m an. Die Unterart Nymphalis xanthomelas formosana (Matsumura, 1925) ist auf Taiwan beschränkt.

## Lebensweise
Die Falter fliegen von Juni bis in den Spätherbst, überwintern und fliegen wieder vom zeitigen Frühjahr bis zum Mai. Die Weibchen legen die Eier an den Zweigspitzen der Futterpflanzen -bevorzugt an Weiden- (Salix) und Ulmenarten (Ulmus)- ab, wo die Raupen dann überwiegend im Mai und Juni gesellig in Nestern leben. Sie verpuppen sich in einer Stürzpuppe. Diese Angaben beziehen sich auf Mittel- und Osteuropa.

## Gefährdung
Die Art gilt in Deutschland als verschollen bzw. als ausgestorben und wird deshalb auf der Roten Liste gefährdeter Arten in die Kategorie 0 eingeordnet.